# Sainte-Chapelle
Sainte-Chapelle (francosko sɛ̃t ʃapɛl, v prevodu sveta kapela) je kraljeva kapela v gotskem slogu znotraj srednjeveške palače Palais de la Cité, rezidence francoskih kraljev do 14. stoletja, na Île de la Cité ob reki Seni v Parizu v Franciji.
Gradnja se je začela nekje po letu 1238, kapela pa je bila posvečena 26. aprila 1248. Sainte-Chapelle velja za enega najvišjih dosežkov obdobja gotske arhitekture - Rayonnant slog. Naročil jo je francoski kralj Ludvik IX. za hrambo svoje zbirke pasijonskih relikvij, vključno s Kristusovo trnovo krono – eno najpomembnejših relikvij v srednjeveškem krščanstvu. Pozneje, do požara leta 2019, so bile v bližnji stolnici Notre-Dame, ki so ga preživele.
Skupaj s Conciergerie je Sainte-Chapelle ena najzgodnejših ohranjenih stavb kapetinske kraljeve palače na otoku Île de la Cité. Čeprav je bila poškodovana med francosko revolucijo in obnovljena v 19. stoletju, ima eno najobsežnejših zbirk vitrajev iz 13. stoletja kjer koli na svetu.
Kapelo zdaj upravlja kot muzej Francoski center za nacionalne spomenike, skupaj z bližnjo Conciergerie, drugim preostalim ostankom prvotne palače.

## Zgodovina

### Gradnja
Sainte-Chapelle so navdihnile zgodnejše karolinške kraljeve kapele, zlasti Palatinska kapela Karla Velikega v njegovi palači v Aix-la-Chapelle (danes Aachen). Zgrajena je bila okoli leta 800 in je služila kot cesarjev oratorij. Leta 1238 je Ludvik IX. že zgradil eno kraljevo kapelo, pritrjeno na Château de Saint-Germain-en-Laye. Ta prejšnja kapela je imela samo en nivo; njen tloris v veliko večjem obsegu je bil prilagojen za Sainte-Chapelle.
Dva po velikosti enaka nivoja nove kapele sta imela povsem različne namene. Zgornji nivo, kjer so bile shranjene svete relikvije, je bil rezerviran izključno za kraljevo družino in njihove goste. Nižjo raven so uporabljali dvorjani, služabniki in vojaki palače. Bila je zelo velika stavba, dolga 36 metrov, široka 17 metrov in visoka 42,5 metra, ki se je po velikosti uvrščala med nove gotske stolnice v Franciji.
Poleg tega, da je služila kot kraj čaščenja, je Sainte-Chapelle igrala pomembno vlogo v političnih in kulturnih ambicijah kralja Ludvika in njegovih naslednikov. Ker je cesarski prestol v Konstantinoplu zasedel le grof Flandrije in ko je Sveto rimsko cesarstvo v neprijetnem razsulu, je Ludvikovo umetniško in arhitekturno pokroviteljstvo pomagalo, da se je postavil za osrednjega monarha zahodnega krščanstva, pri čemer se Sainte-Chapelle ujema z dolgo tradicijo prestižnih palačnih kapel. Tako kot je lahko cesar zasebno šel iz svoje palače v Hagijo Sofijo v Konstantinoplu, tako je lahko zdaj Ludvik šel neposredno iz svoje palače v Sainte-Chapelle. Še pomembneje je, da je imela dvonadstropna palačna kapela očitne podobnosti s Palatinsko kapelo Karla Velikega v Aachnu (zgrajena 792–805) – vzporednica, ki jo je Ludvik rad izkoristil, da se je predstavil kot dostojnega naslednika prvega cesarja Svetega rimskega cesarstva. Prisotnost delčka Pravega križa in trnove krone je dala ogromen prestiž Ludviku IX. Papež Inocenc IV. je razglasil, da to pomeni, da je Kristus simbolično okronal Ludvika s svojo krono.

### Kraljeva kapela
- Ludvik IX. prejme trnovo krono in druge svete relikvije za kapelo (ilustracija iz 14. stoletja))
- Ilustracija v Très Riches Heures du Duc de Berry (ok. 1400)
- Sainte-Chapelle in Palais de la Cité in 1615

Sainte-Chapelle ali "Sveta kapela" na dvorišču kraljeve palače na Île de la Cité (danes del poznejšega upravnega kompleksa, znanega kot La Conciergerie), je bila zgrajena za hrambo zbirke Kristusovih relikvij Ludvika IX., ki je vključevala trnovo krono, podobo iz Edese in kakih trideset drugih predmetov. Ludvik je od Balduina II., latinskega cesarja v Konstantinoplu, kupil pasijonske relikvije za 135.000 livrov. Ta denar je bil izplačan Benečanom, ki so jim relikvije zastavili.
Relikvije so prispele v Pariz avgusta 1239, iz Benetk sta jih nesla dva dominikanska brata. Ob prihodu je kralj Ludvik gostil enotedenski slavnostni sprejem za relikvije. Na zadnji stopnji njihovega potovanja jih je nosil sam kralj, bos in oblečen kot spokornik, prizor, upodobljen v oknu z relikvijami pasijona na južni strani kapele. Relikvije so bile shranjene v veliki in dovršeni srebrni skrinji, Grand-Chasse, za katero je Ludvik porabil nadaljnjih 100.000 livrov.
Celotna kapela je nasprotno stala 40.000 livrov za gradnjo in zasteklitev. Dokler ni bila dokončana leta 1248, so bile relikvije shranjene v kapelah v Château de Vincennes in v posebej zgrajeni kapeli v Château de Saint-Germain-en-Laye. Leta 1246 so bili delci Pravega križa in svete sulice dodani Ludvikovi zbirki skupaj z drugimi relikvijami. Kapelo so posvetili 26. aprila 1248 in Ludvikove relikvije so z veliko slovesnostjo prenesli v njihov novi dom. Kmalu zatem je kralj odšel na sedmo križarsko vojno, v kateri je bil ujet in kasneje odkupljen ter izpuščen. Leta 1704 je bil na majhnem pokopališču kapele pokopan francoski skladatelj Marc-Antoine Charpentier, vendar tega pokopališča ni več.
Pariški sholastik Jean de Jandun je v svojem Tractatus de laudibus Parisius (1323) pohvalil stavbo kot eno najlepših pariških struktur, pri čemer je navedel:
ta najlepša izmed kapel, kraljeva kapela, ki je najbolj dostojno znotraj obzidja kraljeve hiše, ima popolno in neločljivo strukturo iz najtrdnejšega kamna. Najodličnejše barve slik, dragocena pozlata podob, čudovita prosojnost rdečkastih oken na vseh straneh, najlepši prti oltarjev, čudovite vrednosti svetišča, figure relikviarijev, zunaj okrašeni z bleščečimi dragulji, podarjajo tej molitveni hiši tako pretirano lepoto, da človek, ko gre vanjo spodaj, razumljivo verjame, da bo tako navdušen v nebesa vstopil v enega najboljših prostorov raja.
O, kako odrešilne molitve k vsemogočnemu Bogu se lijejo v teh oratorijih, ko notranja in duhovna čistost molivcev sorazmerno ustreza zunanji in telesni eleganci oratorija!
O, kako mirno se pojejo hvalnice presvetemu Bogu v teh tabernakljih, ko so srca teh pevcev s prijetnimi slikami tabernaklja analogno polepšana s krepostmi!

O, kako sprejemljive najveličastnejšemu Bogu se zdijo daritve na teh oltarjih, ko življenje tistih, ki darujejo, sije v skladu s pozlačeno svetlobo oltarjev!

### Spremembe (16.–18. stoletje)
Kapela je v stoletjih, ki so sledila, doživela precejšnje spremembe. Nova dvonadstropna stavba, zakladnica Chartresa, je bila pritrjena na kapelo na severni strani kmalu po tem, ko je bila dokončana. Ostala je do leta 1783, ko so jo porušili, da bi zgradili novo sodno palačo. Na severni strani je bila postavljena še ena stavba, ki je služila kot vestiarij in zakristija ter rezidenca za varuha zakladnice. V 15. stoletju je Ludvik X. Francoski zgradil monumentalno zaprto stopnišče od dvorišča na južni strani do zgornjega nadstropja. Leta 1630 je bilo poškodovano v požaru, obnovljeno, a nazadnje porušeno. Precej škode sta povzročila tudi požara v palači v letih 1630 in 1776, zlasti na stavbnem pohištvu, poplava pozimi 1689–1690 pa je močno poškodovala poslikane stene spodnje kapele. Prvotni vitraj v pritličju je bil odstranjen, tla pa dvignjena. Prvotno pritlično steklo so v 19. stoletju nadomestila okna v gotskem slogu.

### Revolucionarni vandalizem (18. stoletje)
Sainte-Chapelle, ki je simbol vere in kraljevine, je bila med francosko revolucijo glavna tarča vandalizma. Kapelo so spremenili v skladišče za žito, skulpturo in kraljeve embleme na zunanjosti pa razbili. Strešni jezdec je bil podrt. Nekateri vitraji so bili razbiti ali razpršeni, vendar sta skoraj dve tretjini današnjega stekla originalnega; nekaj prvotnega stekla je bilo prestavljeno v druga okna. Svete relikvije so bile razpršene, čeprav so nekatere preživele kot relikvije Sainte-Chapelle v zakladnici Notre-Dame de Paris. Različne relikviarije, vključno z grande châsse, so pretopili zaradi njihove plemenite kovine.

### Obnova (19.–21. stoletje)
- Sainte-Chapelle leta 1839, pred obnovo
- Kipar Adolphe-Victor Geoffroy-Dechaume s svojim nadangelom pasijona in glavo druge skulpture (1847)
- Akvarelna slika Félixa Dubana, ki je vodila restavratorje (1847)
- Kapela v obnovi (1841–67)
- Spodnja kapela v letih 1900-1905
- Zgornja kapela, 1890-1900

Med letoma 1803 in 1837 je bila zgornja kapela spremenjena v skladišče za arhiv sosednje palače pravice. Spodnja dva metra barvnega stekla sta bila odstranjena, da bi izboljšali delovno svetlobo. Nekatera stekla so bila uporabljena za zamenjavo razbitega stekla na drugih oknih, nekatera stekla pa so bila dana na trg. 
Od leta 1835 so učenjaki, arheologi in pisci zahtevali, da se cerkev ohrani in obnovi v srednjeveškem stanju. Leta 1840 se je pod kraljem Ludvikom Filipom začela dolga akcija obnove. Najprej jo je vodil Félix Duban, nato Jean-Baptiste Lassus in Émile Boeswillwald z mladim Eugènom Viollet-le-Ducom kot asistentom. Delo se je nadaljevalo osemindvajset let in služilo kot poligon za usposabljanje generacije arheologov in restavratorjev. Bila je zvesta originalnim risbam in opisom kapele, ki so preživeli.
Vzporedno je potekala obnova vitrajev, ki je trajala od leta 1846 do 1855, s ciljem vrniti kapeli prvotno podobo. Izvedli so jo steklarska mojstra Antoine Lusson in Maréchal de Metz ter oblikovalec Louis Steinheil. Približno tretjina stekla, dodanega v poznejših letih, je bila odstranjena in nadomeščena s srednjeveškim steklom iz drugih virov ali z novim steklom, izdelanim v izvirnem gotskem slogu. Osemnajst originalnih plošč je danes v Musée de Cluny v Parizu.
Vitraji je bili med drugo svetovno vojno odstranjen in varno shranjeni. Leta 1945 je bila nanesena plast zunanjega laka za zaščito stekla pred prahom in praskami med vojnim bombardiranjem. To je postopoma potemnelo, zaradi česar je bilo že tako bledeče slike še težje videti. Leta 2008 se je začel obsežnejši sedemletni program obnove, ki je stal približno 10 milijonov evrov za čiščenje in ohranitev vseh vitrajev, čiščenje fasadnega kamna ter konzerviranje in popravilo nekaterih skulptur. Polovico sredstev so zagotovili zasebni donatorji, drugo polovico pa fundacija Villum. V obnovo je bila vključena inovativna termoformirana steklena plast, ki je bila nanesena zunaj barvnih oken za dodatno zaščito. Restavriranje bleščeče rozete na zahodni fasadi je bilo zaključeno leta 2015 ob 800. obletnici rojstva sv. Ludvika.

## Časovnica
- 1239 - Ludvik IX. kupi slovito Trnovo krono
- 1241 - krona in druge relikvije prispejo v Pariz
- 1242–44 - Začetek gradnje
- 1248 - Sainte-Chapelle dokončana in posvečena
- 1264–1267 - Postavitev tribune relikvij
- 1383 - Prvi zvonik obnovljen
- Konec 15. st. - Monumentalno zunanje stopnišče, ki ga je zgradil Ludvik XII.
- 1460 (pribl.) zamenjan zvonik iz 14. stoletja
- 1485–1498 - vgrajena zahodna rozeta
- 1630 - Požar poškoduje zvonik in zunanje stopnišče
- 1690 - Poplava poškoduje spodnjo kapelo - originalni vitraj spodnje kapele je odstranjen
- 1793 - Revolucionarji razbijejo portale in kraljeve embleme. Kapela je bila namenjena civilni uporabi, zvonik pa uničen.
- 1803–1837 - Kapela postane shramba za spise pravosodnega ministrstva
- 1805 - Relikvije pasijona prenesene v Notre-Dame de Paris
- 1840–48 - velika obnova kapele in okrasja
- 1846–55 - Restavriranje in dopolnitve barvnih oken
- 1853–55 - Zgrajen trenutni zvonik
- 1862 - Kapela je razvrščena kot zgodovinski spomenik

## Opis
Kraljeva kapela je odličen primer faze gotskega arhitekturnega sloga, imenovanega Rayonnant (žarkasti), ki jo zaznamuje občutek breztežnosti in močan navpični poudarek. Stoji nad spodnji kapeli, ki je služila kot župnijska cerkev za vse prebivalce palače.

### Zunanjost
- Kapela z vzhoda
- Južna stran. Zgornje stene so utrjene z oporniki in železnimi palicami, kar omogoča večja okna
- Ludvik IX. drži delček Pravega križa
- Južna fasada

Sodobni obiskovalec, ki bi vstopil na dvorišče kraljeve palače, bi zagledal veliko slavnostno stopnišče (Grans Degres) na desni ter severno stran in vzhodno apsido Sainte-Chapelle na levi. Zunanjost kapele kaže veliko značilnosti arhitekture rayonnant – globoke opornike, ki jih obdajajo fiale, nazobčani zatrepi okoli strešne linije in ogromna okna, razdeljena s krogovičjem. Notranja razdelitev na zgornjo in spodnjo kapelo je na zunanji strani jasno označena z vencem, spodnje stene pa prebadajo manjša okna z značilno sferično trikotno obliko. Kljub okrasju je zunanjost razmeroma preprosta in stroga, brez ločnih opornikov ali večjih skulptur in ne namiguje na bogastvo v notranjosti.
V arhivih, ki se ukvarjajo z gradnjo, ni imenovan noben projektant-graditelj. V 19. stoletju se je domnevalo (tako kot pri številnih stavbah v srednjeveškem Parizu), da je delo zidarskega mojstra Pierra de Montreuila, ki je delal pri preoblikovanju kraljeve opatije Saint-Denis in dokončal fasado južnega transepta stolnice Notre-Dame v Parizu. Sodobna stroka zavrača to pripisovanje v korist Jeana de Chellesa ali Thomasa de Cormonta, medtem ko je Robert Branner v zasnovi videl roko neidentificiranega zidarskega mojstra iz Amiensa.
Najočitnejši arhitekturni predhodniki Sainte-Chapelle so apsidalne kapele stolnice v Amiensu, ki ji je podobna v svoji splošni obliki, in škofovska kapela (ok. 1180) stolnice v Noyonu, od katere si je izposodila dvonadstropno zasnovo.
Čeprav so oporniki precejšnji, so preblizu oboka, da bi preprečili njegov stranski pritisk. Kovinski elementi, kot so železne palice ali verige, ki podpirajo napetost, so bili uporabljeni za zamenjavo ločnih opornikov prejšnjih struktur.

### Zahodno pročelje
- Zahodno pročelje z rozeto
- Detajl flamboyant rozete
- Portal spodnje kapele
- Portal zgornje kapele
- Zatrep zahodne fasade

Zahodno pročelje je sestavljeno iz dve nadstropji visoke verande, pod razkošno gotsko rozeto, nameščeno v zgornji kapeli v 15. stoletju. Na vrhu je koničast lok, okulusno okno in balustrada okoli dna strehe, okrašena s prepletenimi emblemi fleur-de-lys, ki jih je postavil francoski Karel V. Na obeh straneh verande sta stolpa, ki vsebujeta ozke zavite stopnice do zgornje kapele in skrivata tudi opore. Vrhovi stolpov so prav tako okrašeni s kraljevsko fleur-de-lys pod izklesano trnovo krono. Ta dekoracija je iz 15. stoletja in jo je približno leta 1850 obnovil Geoffroy-Dechaume.
Portal zgornje kapele je na balkonu zgornjega nadstropja. Prvotna skulptura zahodnega portala je bila razbita med revolucijo. Restavriral ga je Geoffroy-Dechaume med letoma 1854 in 1873.

### Strešni jezdec
- Strešni jezdec iz 16. stoletja
- Strešni jezdec iz 19. stoletja
- Detajl

Trenutni strešni jezdec, visok triintrideset metrov, je peti, ki je bil zgrajen v Sainte-Chapelle od 13. stoletja. Videz prvega ni znan, drugi, zgrajen leta 1383 pod Karlom V., je prikazan na ilustraciji Tres Riches Heures du Duc de Berry. Zamenjal ga je z drugim okoli leta 1460, vendar je ta leta 1630 zgorel. Nadomestil ga je drugi, ki je bil uničen po francoski revoluciji leta 1793. Današnjega je zgradil arhitekt Lassus iz lesa cedre leta 1852. Skulpturo okrasitev je leta 1853 zasnoval Geoffroy-Dechaume. Slikar in oblikovalec Steinheil je zasnoval skulpturo na dnu, obraz pa je prikazan kot dva apostola, sveti Tomaž in sveti Bartolomej. Nad zatrepi so kipi, ki predstavljajo angele, ki nosijo predmete pasijona. Nad apsido je kip nadangela Mihaela, ki ubija zmaja. Okrog nog nadangela so skulpture, ki jih je prav tako oblikoval Geoffroy-Dechaume, osem oseb, ki so jih upodobili delavci obnove, ki polagajo vence k nogam nadangela.

## Notranjost
Saint Chapelle, zgrajena za hrambo relikviarijev, je bila sama kot dragocen relikviarij, obrnjena navzven (z najbogatejšo notranjo dekoracijo).[22] Čeprav v notranjosti prevladuje vitraj, je bil tudi vsak centimeter preostale stenske površine in obok bogato obarvan in okrašen. Analiza preostalih barvnih fragmentov razkriva, da so bile prvotne barve veliko svetlejše od tistih, ki so jih imeli radi restavratorji iz 19. stoletja, in bi bile bližje barvam vitrajev. Štirilistne arkade so bile poslikane s prizori svetnikov in mučencev ter vstavljene s poslikanim in pozlačenim steklom, ki je posnemalo limogeške emajle, medtem ko so bogate tekstilne obloge prispevale k bogastvu notranjosti.
Najbolj presenetljiv vidik in izvirna značilnost tlorisa je skoraj popolna odsotnost zidanih sten v zgornji kapeli. Stene nadomeščajo stebri in oporniki, prostor med njimi pa je skoraj v celoti steklen, kar napolnjuje zgornjo kapelo s svetlobo.

### Spodnja kapela
- Spodnja kapela s kipom Ludvika IX
- Strop spodnje kapele. Majhni pozlačeni ločni oporniki krepijo oboke
- Spodnja kapela s fleur-de-Lys Ludvika IX. in gradom Blanche Kastiljske, ki krasita stebre

Spodnja kapela je bila posvečena Devici Mariji in so jo uporabljali nekraljevi prebivalci sosednje kraljeve palače. Portal kapele predstavlja Devico Marijo kot stebrni kip. Portal in skoraj vso dekoracijo kapele je ustvaril Geoffroy-Duchaume med letoma 1854 in 1858. Glavne dekorativne teme kipov, stebrov in fresk so emblem fleur-de-Lys Ludvika IX. in stilizirani grad, grb Blanche Kastiljske, matere Ludvika IX.
Spodnja kapela je visoka le 6,6 metra, s šest metrov široko glavno ladjo in dvema ozkima stranskima ladjama. Nenavadni so nosilci stropnih obokov; navzven potisk obokov uravnavajo majhni, elegantno obokani oporniki med zunanjimi in notranjimi stebri, prav tako pa so okrepljeni s kovinsko strukturo, skrito pod barvo in ometom.
Sto štirideset kapitelov stebrov je pomemben okrasni element; so iz sredine 13. stoletja in so pred stebri zgornje kapele. Imajo cvetlični okras iz listov akanta, značilnega za to obdobje. Vsak od pozlačenih listov se ujema z vitkim kolonetom zgoraj, ki se dviga navzgor, da podpira oboke. Stebri so poslikani z izmeničnimi cvetličnimi motivi in grajskim grbom Kastilije. Rdeča, zlata in modra poslikava izvira iz obnove 19. stoletja.
Prvotni vitraj spodnje kapele je leta 1690 uničila povodenj; zamenjalo ga je brezbarvno steklo. Sedanje steklo prikazuje prizore iz življenja Device Marije, obdane s steklom grizaj, medtem ko ima apsida bolj dodelane in barvite prizore iz življenja Device. Vsa okna je oblikoval Steinheil med obnovo v 19. stoletju. Spodnja kapela je imela prvotno vrata v zakristijo na levi stranski ladji. Ker ni mogla imeti okna, so jo v 13. stoletju okrasili s poslikavo Marijinega oznanjenja. To je bilo ponovno odkrito med delom v 19. stoletju in obnovil Steinheil.

### Zgornja kapela
- Apsida zgornje kapele
- Chasse, v kateri so bile svete relikvije
- Zgornja kapela na zahodu s poznejšo razkošno rozeto
- Južna stena, usmerjena proti vzhodu proti apsidi

Zgornjo kapelo se doseže po ozkih stopnicah v stolpih iz spodnjega nivoja. Struktura je preprosta; pravokotnik 33 krat 10,7 metra, s štirimi travejami in apsido na vzhodnem koncu s sedmimi okni. Najbolj presenetljive značilnosti so stene, za katere se zdi, da so skoraj v celoti izdelane iz barvnega stekla; skupaj 670 kvadratnih metrov stekla, ne da bi upoštevali rozeti na zahodnem koncu. To je bila premetena iluzija, ki jo je ustvaril gradbeni mojster; vsak navpični nosilec oken je sestavljen iz sedmih vitkih stebrov, ki prikrivajo njihovo celotno debelino. Poleg tega so stene in okna na zunanjosti pritrjeni z dvema pasovoma železne verige, enega na srednji ravni obokov in drugega na vrhu; te so skrite za rešetkami, ki držijo vitraj. Pod napuščem strehe so skriti dodatni kovinski nosilci za zaščito oken pred vetrom ali drugimi obremenitvami. Poleg tega so okna ladje nekoliko višja od oken v apsidi (15,5 metrov v primerjavi s 13,7 metrov), zaradi česar je kapela videti daljša, kot je v resnici.
Na tretjem prečnem križu kapele sta v stenah vgrajeni dve majhni niši z arhivoltami ali loki, ki so zgoraj bogato okrašeni s slikami in skulpturami angelov. To so bili kraji, kjer sta bila kralj in kraljica med bogoslužjem; kralj na severni strani, kraljica na južni.

### Oboki zgornje kapele
- Oboki apside
- Oboki zgornje kapele

## Umetnost in okras

### Kiparski okras
- Detajl portala zgornje kapele; Kristus in poslednja sodba Geoffroy-Dechaume
- Stvarjenje Eve iz Adamovega rebra (portal zgornje kapele)
- Reliefna skulptura Noetove barke in potop (portal zgornje kapele)

Večina skulptur portalov je bila uničena med francosko revolucijo, vendar jo je med letoma 1855 in 1870 kipar Adolphe-Victor Geoffroy-Dechaume uspel ponovno ustvariti z uporabo opisov in gravur iz 18. stoletja. Eno večjih del, ki jih je poustvaril, je bil timpanon nad portalom zgornje kapele s figuro Kristusa, ki blagoslavlja, z Devico Marijo in Janezom Krstnikom ob njem. Za njim sta dva angela, ki držita trnovo krono in križ, najbolj znane relikvije kapele. Na spodnji prekladi skulptura prikazuje svetega Mihaela, ki tehta duše mrtvih, na levi pa tiste, ki so poslane v nebesa, na desni pa tiste, ki so prekleti. Izklesani svetopisemski prizori iz Stare zaveze zapolnjujejo plošče na spodnjih stenah, vključno s Stvarjenjem in Noetovo barko. Izdelal jih je Geoffroy-Dechaume v letih 1869–70.
- Izrezljan angel na kraljevi niši, severna stena
- Izrezljani angeli, ki držijo trnovo krono v apsidi (13. stoletje)
- Skulptura nad kraljevo nišo, zgornja kapela (13. st.)
- Skulptura nad kraljičinim alkovom, zgornja kapela (13. st.)

Medtem ko je večina skulptur na zunanjosti iz 19. stoletja, apsida zgornje kapele vsebuje številne originalne kipe iz 12. stoletja, ki so bili za razliko od zunanjih kipov pobarvani. Med obnovo v 19. stoletju so našli sledi barv in kipe so obnovili tako, da so vključevale te barve. Obok tribune v apsidi na vzhodnem delu, kjer je bila spravljena skrinjica svetih relikvij, je okrašen z originalnimi pobarvanimi angeli iz 13. stoletja. 
- Eden od apostolov
- Kip Ludvika IX.
- Skulptura na severni steni zgornje kapele
- Eden od apostolov, severna stena
- Sv. Janez, neokrašen (zdaj v Muzeju srednjega veka Hotel de Cluny)
- Apostol, severna stena

Zgornje stene kapele prikazujejo tudi skupino šestnajstih kipov apostolov, ki segajo v leto okoli 1240. Nekateri prikazujejo apostole v preprostih klasičnih nošah in bosih nog, medtem ko so drugi pobarvani in imajo veliko bolj dovršene duhovniške noše. Nekaj teh kipov je zdaj v zbirki Narodnega muzeja srednjega veka v Musée de Cluny.

### Poslikave
- Spodnja kapela, kapitel stebra na zadnji strani zahodne sprednje strani
- Notranjost zahodne fasade; Kristus z angeli, sv. Izaija in Jeremija v štirilobih (Steinheilova slika, 1856)
- Stenska dekoracija z gradom Kastilije
- Slika mučeništva apostola v štirilistu, zgornja kapela (19. st. restitucija dekorja iz 13. st.)

Cilj dveh glavnih arhitektov obnove v 19. stoletju, Durbana in Lassusa, je bil čim bolj poustvariti notranjost, kakršna je bila videti v 13. stoletju. Zbrali so sledove prvotne barve s stebrov in leta 1842 predstavili celovit načrt notranje opreme. V spodnjih delih, kjer ni bilo najdenih sledi prvotne barve, so uporabili nevtralen ton, da bi se izognili nasprotju z barvami vitrajev. Za paleto barv na drugem okrasju so črpali iz iluminacij knjige Psalmov iz 13. stoletja iz Kraljeve knjižnice. Sistematično so prebarvali štiriinštirideset medaljonov iz 13. stoletja na kamnitih obokih, ki so upodabljali mučeništvo svetnikov na pozlačenem ozadju. Leta 1845 je Steinheil nadaljeval s preslikavo vseh medaljonov ladje, z izjemo tistih v dveh kraljevskih nišah, po prvotnih kompozicijah. Leta 1983 je Služba za zgodovinske spomenike očistila štiri medaljone, ki niso bili restavrirani, in nerestavrirana dva, ki sta bila prebarvana, da bi preučila prvotne sledi barve izpred leta 1845.

## Relikvije in relikviariji
- Ludvik IX. položi trnovo krono v Sainte-Chapelle (iluminiran rokopis iz 1480-ih)
- Grande Châsse ali relikviarij leta 1790
- Trnova krona v pozlačenem kristalnem ohišju (Notre-Dame de Paris, zdaj v Louvru)
- Relikviarij Ludvika IX. (Notre-Dame de Paris)

Glavni relikviji, za katere je bila zgrajena kapela, sta bili trnova krona, za katero se verjame, da jo je Kristus nosil med svojim trpljenjem, in majhen košček križa, na katerem je bil križan. Ti so bili najdeni Konstantinoplu, ki so ga leta 1204 zavzeli križarji, takrat pa mu je vladal Baudouin II.. Baudouin je privolil v prodajo krone za 135.000 livrov, ki so šli predvsem beneškim bankirjem, pri katerih je zastavil krono za plačilo obrambe mesta. Ludvik je z nakupom krone pridobil prestiž financiranja osvojitve Konstantinopla, pa tudi izkazovanja svoje osebne predanosti. Krona je prispela avgusta 1239 in je bila postavljena v prejšnjo kraljevo kapelo sv. Nikolaja v bližini palače. Dve leti kasneje je od Baudouina dodatno kupil del Pravega križa in druge relikvije, povezane s pasijonom, ki so jih septembra 1241 pripeljali v Pariz. Nato je na vsak veliki petek, dan križanja, vodil slovesnost v Sainte-Chapelle, v kateri je bila relikvija prikazana vernikom.
Kralj je dal izdelati velik Chasse ali relikviarij za shranjevanje in razstavljanje svetih predmetov. To je bil spredaj odprt kovček, dolg 2,7 metra, izdelan iz srebra in pozlačenega bakra. Vsak posamezen predmet je imel svojo škatlo iz plemenite kovine z dragulji. Ta je bil prvotno postavljen nad oltarjem, med letoma 1264 in 1267 pa so ga postavili na visoko tribuno v apsidi cerkve, kjer so ga vsi lahko videli. Leta 1306 je bila dodana nova sveta relikvija: del lobanje Ludvika samega, saj je bil razglašen za svetnika.
Med francosko revolucijo so Chasse in posode z relikvijami razstavili in pretopili zaradi draguljev in plemenitih kovin. Fragment križa je bil najprej leta 1793 prenesen v zbirko starin, nato pa predan pariškemu škofu. Za trnovo krono je bil izdelan nov relikviarij iz zlata in kristala. Od konkordata leta 1801 je bila razstavljena v zakladnici stolnice Notre Dame de Paris, vendar je bila 15. aprila 2019 rešena pred požarom Notre Dame de Paris in se od takrat hrani v muzeju Louvre.

## Druge Saintes-Chapelles
Pred razpustitvijo Sainte-Chapelle leta 1803, po francoski revoluciji, se je izraz Sainte-Chapelle royale nanašal ne samo na stavbo, ampak tudi na kapelo samo, kor Sainte-Chapelle. Izraz pa se je uporabljal tudi za številne druge stavbe. Kapela Ludvika IX. je navdihnila več »kopij«, v smislu kraljevih ali vojvodskih kapel na splošno podobne arhitekturne oblike, zgrajenih za hrambo relikvij, zlasti fragmentov relikvij Ludvikovega pasijona, ki jih je podaril kralj. Takšne kapele so bile običajno povezane z vojvodsko palačo (npr. Bourges, Riom) ali pa s samostanom s posebnimi povezavami s kraljevo družino (npr. St-Germer-de-Fly). Tako kot pri izvirniku so bile takšne »svete kapele« skoraj vedno dodatek redni palatinski ali samostanski kapeli s svojo predano duhovščino – običajno ustanovljeno kot kolegij kanonikov. Za pokrovitelje takšne kapele niso služile le kot javni izraz osebne pobožnosti, ampak tudi kot dragoceno diplomatsko orodje, ki je spodbujalo pomembne obiskovalce, da pridejo častit njihove relikvije in izkazuje njihovo povezanost s francosko krono. Pomembne Saintes-Chapelles v Franciji so:
- Bourbon-l'Archambault: ustanovil jo je okoli leta 1310 vnuk Ludvika IX., vojvoda Ludvik I. de Bourbonski; hrani delček Pravega križa
- Chambéry: ustanovljena ok. 1400
- Châteaudun: ustanovljeno 1451
- Bourges: leta 1392 jo je ustanovil vojvoda Jean de Berry, okrašena s skulpturami in vitraji Andréja Beauneveuja. Zdaj uničena.
- Riom: leta 1382 ustanovil Jean de Berry
- Samostan Saint-Germer-de-Fly: zelo podobna struktura, imenovana tudi Sainte-Chapelle, je bila postavljena dvanajst let po pariški kapeli kot dodatek k samostanski cerkvi.
- Vincennes: leta 1379 v eni izmed najljubših kraljevih palač Valois ustanovil Karel V.
- Vivier-en-Brie: leta 1358 ustanovil bodoči Karel V., ko je bil še dofin

Ko je status svetega Ludvika rasel med evropsko aristokracijo, se je vpliv njegove slavne kapele razširil tudi izven Francije, s pomembnimi kopijami na gradu Karlštejn pri Pragi (okoli 1360), Hofburgkapelle na Dunaju (posvečena 1449), kolegijski cerkvi sv. Križa in sv. Bartolomeja, Vroclav (okoli 1350) in Exeter College, Oxford (1860).